# Мохов, Владислав Николаевич
Владислав Николаевич Мохов (11 апреля 1931, г. Аткарск Саратовской области — 27.12.2011) — советский и российский физик, лауреат Ленинской премии и премии Правительства РФ.

## Биография
После окончания МИФИ (1955) был отобран для участия в советской ядерной программе и получил направление во ВНИИЭФ (Арзамас-16, ныне г. Саров). Последняя должность — заместитель научного руководителя института, начальник отдела перспективных разработок.
Основные научные и практические достижения (совместно с группой коллег):
- развитие теории турбулентного перемешивания в слоистых структурах при интенсивном сжатии;
- зажигание термоядерного горючего при нагреве с быстрым сжатием;
- развитие «чистых» ядерных зарядов для мирного применения.

Кандидат физико-математических наук (1964), доктор физико-математических наук (1968). Профессор.
Автор книги: Ядерное оружие и стабильный безопасный мир. Владислав Николаевич Мохов. РФЯЦ-ВНИИЭФ, 2011 — Всего страниц: 206
Ленинская премия 1963 г. — за разработку новых принципов термоядерного синтеза.
Премия Правительства РФ (1998) — за разработку ЭМГ и их применение в научных исследованиях.
Похоронен в Сарове на городском кладбище.